# 永嘉公主 (唐宪宗)
永嘉公主（?—?），唐朝公主，是中国唐朝第十一代皇帝唐宪宗李纯的十八个女儿之一。她的生母不详，史书仅仅记载了她的封号永嘉公主，永嘉公主没有出嫁，出家为女道士。